# Emili Vilà Gorgoll
Emili Vilà y Gorgoll (Llagostera, 18 de octubre de 1887 - 28 de diciembre de 1967) fue un cartelista y pintor que trabajó para la Gaumont, la Paramount y la Fox convirtiéndose en uno de los ilustradores más destacados de la década de 1920 en Francia. Conoció decenas de artistas destacados del París de principios del siglo XX. Pasó los últimos años en su pueblo natal, donde fue paisajista de la Costa Brava y convirtió su casa en un museo. 

## Biografía
En 1902 marchó a Barcelona huyendo de la usura del cacique local, que hacía la vida imposible a su padre, industrial que hacía tapones de corcho. Discípulo de Rafael Masó y Joan Baixas Carreter, a los 16 y a los 18 años fue premiado en la Exposición General de Bellas Artes de Barcelona.  
El padre encontró trabajo en una empresa de la Champaña y la familia se trasladó a Francia, donde en 1909 consiguió trabajo de ilustrador en el diario Echo du Nord-est, donde en 1914 haría una serie de estampas sobre la vida de los soldados de la I Guerra Mundial. En Francia fue un destacado ilustrador y pintor. Durante su etapa en París, donde se estableció en 1906, hizo amistad con Picasso. A partir de 1910 fue dibujante en la fundición de la Val d'Osne y rotulista en los estudios Pathé, momento en que vivió en Montmartre, junto a la casa de Modigliani. En poco tiempo empezó a trabajar en la Gaumont, la Paramount y la Fox, que le ofreció instalarse en Nueva York, aunque él lo rechazó.  La prosperidad en la capital francesa le permitió alquilar un palacio con ascensor privado y doce balcones en el boulevard Voltaire, donde recibió Pétain, Foch, Poincaré, Cambó y Madariaga, además de aristócratas, potentados y algunas de las principales estrellas cinematográficas del momento, desde Hedy Lamarr a Joan Crawford, Jean Gabin, Lili Damita, Anita Stewart o Fernandel.  
Cada vez volvía más a menudo en Cataluña, donde alquiló un piso en el paseo de Gracia de Barcelona y la finca Mas Miomi en San Felíu de Guixols. En 1941 volvió definitivamente en Llagostera, pintó paisajes de la Costa Brava e hizo algunas exposiciones. Acabaría convirtiendo su casa en el Museo Vilà. 
Recibió la condecoración francesa de caballero de la Legión de Honor, establecida por Napoleón I en 1802, y el galardón de la cruz del artista francés.